# Modern jazz au club St-Germain
Modern jazz au club St-Germain est un album de cool jazz enregistré en 1955 à Paris par le saxophoniste belge Bobby Jaspar.

## Historique

### Contexte
Bobby Jaspar débarque en 1950 à Paris. Il est le plus illustre représentant des jazzmen belges - René Thomas, Benoît Quersin, Sadi, Francy Boland - qui s'implantent alors sur la Rive Gauche.
Le quintette de Jaspar présente une instrumentation en tous points identiques à celle de l'ensemble que dirigeait au Storyville de Boston, quatre ans plus tôt, Stan Getz dont Jaspar avait été l'un des premiers à vanter les mérites. Le guitariste de Bobby Jaspar, Sacha Distel, connaissait d'ailleurs fort bien le guitariste de Stan Getz, Jimmy Raney donc il était le fervent disciple.
En 1955, Bobby Jaspar travaille à la Rose Rouge en semaine et se produit au cours des matinées du samedi et du dimanche avec son ensemble, le Bobby Jaspar All Stars Band, au Club Saint-Germain, établi rue Saint-Benoît à Paris,.

### Enregistrement
Le disque  Modern jazz au club St-Germain est enregistré les 27 et 29 décembre 1955 au studio Pathé Magellan à Paris,,.

### Publication
L'album est publié en disque vinyle long play (LP) en 1956 en parallèle en France et aux États-Unis :
- en France par le label Barclay sous la référence 84.023 ;
- aux USA par le label EmArcy Records sous la référence MG 36105.

### Rééditions
L'album est réédité à plusieurs reprises en LP de 1987 à 2014 par les labels Barclay, Fresh Sound Records, Sam Records et Felsted.
À partir de 1988, il est publié en CD à plusieurs reprises par les labels EmArcy Records, Polydor, Gitanes Jazz Productions, Universal, Verve Records et Polygram,.
La version CD du label Universal / Gitanes Jazz Productions parue en 2000 la série « Jazz in Paris » est remastérisée au studio Art et Son de Paris par Alexis Frenkel et Christophe Hénault. La notice de cette version est de la main d'Alain Tercinet et la photo de Bobby Jaspar qui illustre l'arrière de la jaquette est de Chenz.

## Description
Sur cet album, Bobby Jaspar est secondé par Sacha Distel à la guitare, Benoit Quersin à la contrebasse, René Urtreger au piano et Jean-Louis Viale à la batterie,,.
Le disque mêle standards du jazz (I can't get started, I'll remember april), classiques bop (Bags' groove, Milestones, A night in Tunisia) et compositions originales (Minor drop et memory of Dick).

## Accueil critique
Le site AllMusic attribue 4 étoiles à Modern jazz au club St-Germain.
Le critique musical Ken Dryden d'AllMusic souligne que « la mort prématurée de Jaspar en 1963 a privé le monde du jazz d'un talent prometteur » et que « ce disque fait partie de ses meilleurs efforts en tant que leader ».
Pour Alain Tercinet, auteur de la notice du CD Modern jazz au club St-Germain de 2000, « Sur un répertoire qui mêle standards, classiques bop et compositions originales, la musique offerte par le « Bobby Jaspar All-Stars » est indubitablement un reflet fidèle du jazz moderne tel qu'on pouvait l'entendre à Saint-Germain-des-Prés au milieu des années 50. Pour autant, est-elle seulement un témoignage historique ? En connaissez-vous beaucoup qui ait conservé aussi fraîche leur séduction ? ».

## Liste des morceaux
| 1.    | Bags' groove                   | Milt Jackson                               | 4:46 |
| 2.    | Memory of Dick                 | Bobby Jaspar                               | 5:37 |
| 3.    | Milestones                     | Miles Davis                                | 5:55 |
| 4.    | Minor drops                    | Bobby Jaspar                               | 5:01 |
| 5.    | I'll remember april            | Gene DePaul / Patricia Johnston / Don Raye | 5:46 |
| 6.    | You stepped out of a dream     | Nacio Herb Brown / Gus Kahn                | 3:37 |
| 7.    | I can't get started (with you) | Vernon Duke / Ira Gershwin                 | 6:06 |
| 8.    | A night in Tunisia             | Dizzy Gillespie / Frank Paparelli          | 4:06 |
| 40:54 |                                |                                            |      |

## Musiciens
- Bobby Jaspar : saxophone ténor, flûte
- Sacha Distel : guitare
- René Urtreger : piano
- Benoît Quersin : contrebasse
- Jean-Louis Viale : batterie